# Arnulf-Klett-Platz

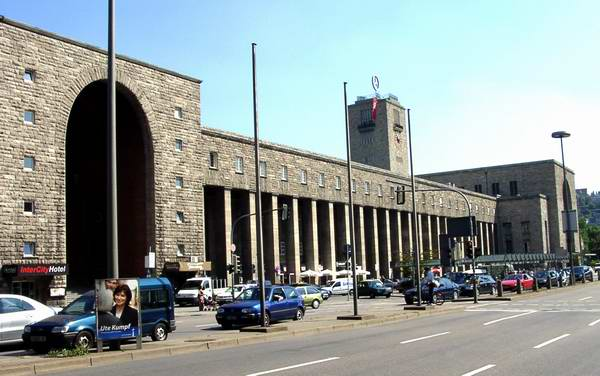
Der Stuttgarter Hauptbahnhof von der Nordostseite des Arnulf-Klett-Platzes aus (2004)

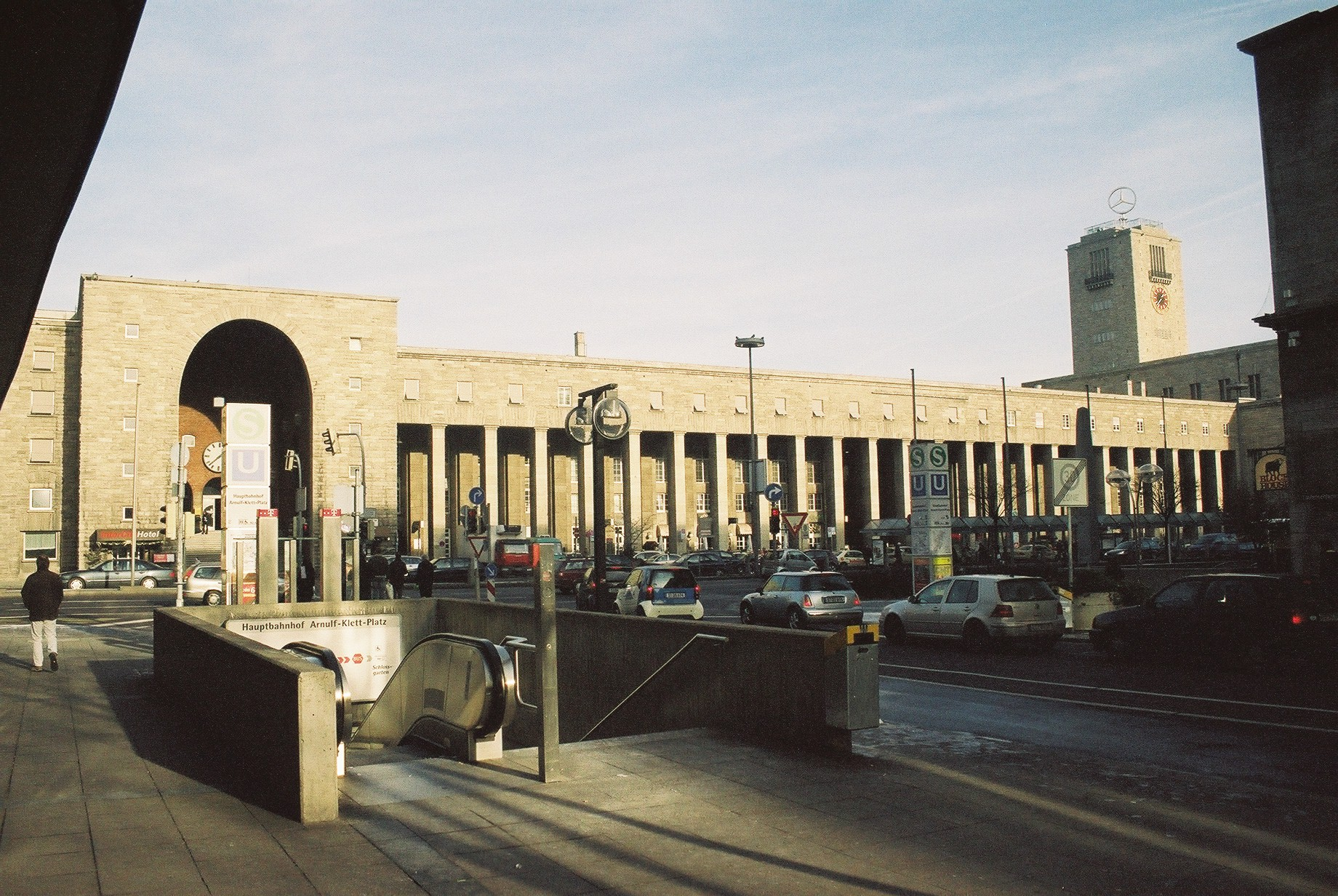
Arnulf-Klett-Platz, Hauptbahnhof und Abgang zur Klettpassage (2007)

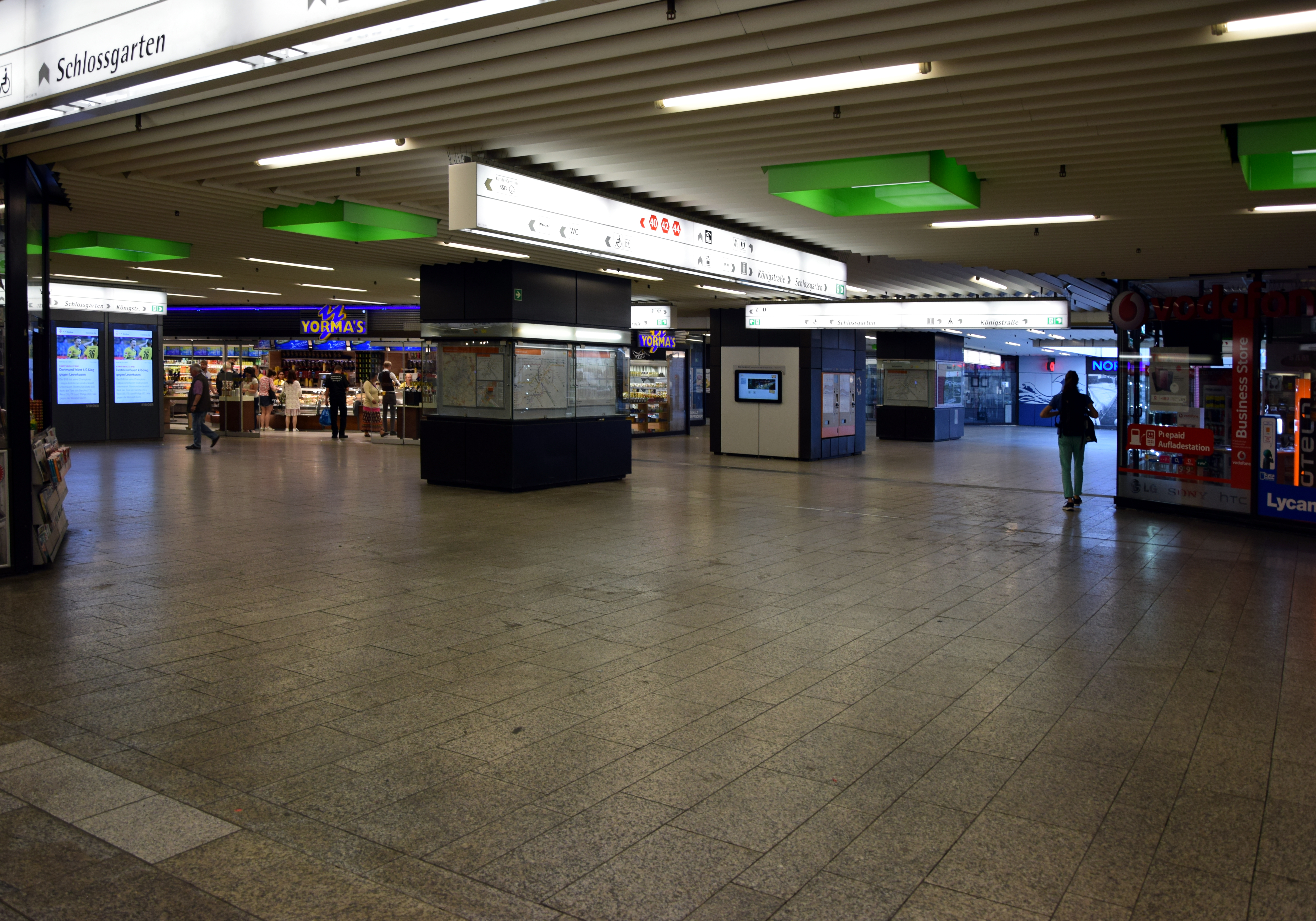
Klett-Passage

Der Arnulf-Klett-Platz (kurz Klett-Platz, bis 1976 Schillerstraße, vor 1945 Hindenburgplatz) ist ein Platz in Stuttgart. Er fungiert als Bahnhofsvorplatz für den Stuttgarter Hauptbahnhof und ist benannt nach dem ehemaligen Stuttgarter Oberbürgermeister Arnulf Klett.

## Lage
Der Platz wird durchquert von bis zu sieben Fahrspuren. Als Teil des Stuttgarter City-Rings verbindet er die Heilbronner Straße/Friedrichstraße (B 27) mit der Konrad-Adenauer-Straße/Willy-Brandt-Straße (B 14).
Der Arnulf-Klett-Platz erstreckt sich in Ost-West-Richtung. Im Norden wird er nahezu komplett flankiert vom denkmalgeschützten Gebäude des Stuttgarter Hauptbahnhofs. Die Südseite des Platzes prägt neben dem Steigenberger Hotel Graf Zeppelin vor allem der Hindenburgbau. Im Südosten mündet die Königstraße in den Arnulf-Klett-Platz. Gegenüber befindet sich der Eingang in den Mittleren Schlossgarten. Nach Osten geht der Platz in die Schillerstraße über.

## Klett-Passage und Anbindung an den öffentlichen Nahverkehr
Unter dem Arnulf-Klett-Platz befindet sich die Klett-Passage. Sie beinhaltet eine Ladenpassage mit 22 Geschäften und dient gleichzeitig als Verbindung zwischen Hauptbahnhof, Fußgängerzone, S-Bahn und Stadtbahn. Als Namensteil der Stadtbahnhaltestelle Hauptbahnhof (Arnulf-Klett-Platz) ist der Platz Teil des wichtigsten Knotenpunkts im Verkehrs- und Tarifverbund Stuttgart. Allein zwischen der Stadtbahn und dem Regionalverkehr steigen täglich mehr als 12.000 Menschen um (Stand: 2014). Die Zahl der täglichen Passanten wird mit 150.000 (nach Angaben der Stuttgarter Straßenbahnen) und 300.000 (nach Angaben von Geschäftstreibenden) angegeben.
Die Klett-Passage wurde im Frühjahr 1976 eröffnet. Bei der Eröffnung galt die von der Stadt den 29 Geschäften per Verordnung eingeräumte Möglichkeit, bis 22 Uhr zu öffnen, als kleine Revolution. Die Klettpassage galt bei Eröffnung als die modernste unterirdische Einkaufspassage der Bundesrepublik. Zeitweise dominierten inhabergeführte Fachgeschäfte. Inzwischen gilt sie als Kriminalitätsschwerpunkt. Die Baukosten von 93 Millionen DM wurde von Bund, Land und Stadt (15 Prozent) getragen.
Durch die ab 2018 geplante Verkehrsberuhigung der Schillerstraße wird die Funktion der Klettpassage voraussichtlich geschwächt werden. Die Stadt und SSB prüfen in diesem Rahmen eine Erneuerung der Passage. Im Rahmen der Umgestaltung wird auch ein unterirdisches Fahrradparkhaus erwogen. Wie im März 2022 bekannt wurde, könne die Neugestaltung der Klettpassage erst 2028 begonnen werden, die Verkehrsberuhigung auf dem Arnulf-Klett-Platz sowie der Schillerstraße frühestens 2031. Die Stadt begründet die Verzögerungen unter anderem mit vorlaufenden Brandschutzarbeiten im Stadtbahn-Geschoss sowie Baustellenflächen, die bis 2025 zunächst noch für Stuttgart 21 benötigt werden. Ein Gestaltungswettbewerb zur Klettpassage soll im Herbst 2023 entschieden werden.

## Geschichte
Unter dem Platz, der seinerzeit noch Hindenburgplatz hieß, wurde 1940 ein Tiefbunker als öffentlicher Luftschutzraum und mit Zugängen vom Hauptbahnhof und vom Hindenburgbau aus errichtet. In diesem Bunker starben am 8. Oktober 1943 36 Menschen infolge eines Luftangriffes, von denen die überwiegende Zahl ertrank, nachdem eine Wasserleitung zu Bruch gegangen war. Nach Ende des Zweiten Weltkrieges diente er als Gaststätte, ein Kino war ebenfalls darin untergebracht. Beim Bau des Straßenbahntunnels und der Klett-Passage ab 1970 wurde der Bunker endgültig zerstört.
Der Platz trug bis 1976 den Namen Schillerstraße. Nach Abschluss der Umbauarbeiten infolge der Tieferlegung der Stadtbahn und der Eröffnung der Ladenpassage wurden sowohl Platz als auch Passage nach dem zwei Jahre zuvor verstorbenen langjährigen Oberbürgermeister Arnulf Klett benannt. Von 2001 bis 2007 hieß ein Stadtteil in diesem Bereich der Innenstadt Klettplatz, seither ist der Name des Stadtteils Hauptbahnhof.
Mitte März 2013 begannen die Vorbereitungen für den Umbau des Platzes für Stuttgart 21, die am 5. Mai 2013 in Betrieb gehen sollen. Durch die Umlegungen soll in der Mitte der Heilbronner Straße in drei Baustufen bis Oktober 2013 Platz für ein Baufeld in der Mitte der Straße geschaffen werden. Die Kreuzung wird werktäglich von über 100.000 Fahrzeugen befahren. Der Arnulf-Klett-Platz selbst wird von täglich bis zu 50.000 Fahrzeugen befahren.